# Regionale raad Abu Basma
De regionale raad van Abu Basma (Hebreeuws: מועצה אזורית אבו בסמה, Moatza Ezorit Abu Basma, Arabisch: مجلس إقليمي أبو بسمة, Majlis Iqlimi Abu Basma) was een regionale raad die actief is in het noorden van de Negev in Israël. De grootte van het gebied is 34 km² en telde zo'n 30.000 inwoners. Aan de regionale raad van Abu Basma namen dertien nederzettingen deel. In 2012 werd de regionale raad van Abu Basma gesplitst in een regionale raad van Neve Midbar en een regionale raad van Al-Kasom.

## Onderwijs
De regionale raad leidde 24 basisscholen (waarvan er 21 tijdelijk zijn) en drie middelbare scholen. Wegens het gebrek aan onderwijsfaciliteiten werden studenten verwezen naar scholen in de omringende steden zoals Kuseife en Shaqib al-Salam. 16% van de kinderen stopte met school na de basisschool.

## Plaatsen
| - Abu Qrenat - Abu Talul - Al-Sayed - Bir Hadage - Derig'at | - Makhul - Mulada - Qasr al-Sir - Tirabin al-Sana - Umm Batin |